# 老爷山革命战斗遗址
老爷山革命战斗遗址，位于山西省长治市屯留县上莲乡老爷山，是中华人民共和国山西省文物保护单位之一。
1965年5月24日，授予山西省文物保护单位，是一座革命遗址及革命纪念建筑物。